# Edmé François Jomard

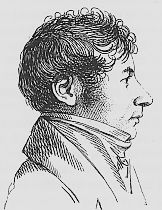
Edme François Jomard

Edmé François Jomard (* 22. November 1777 in Versailles; † 23. September 1862 in Paris) war ein französischer Geograph und Ägyptologe.
Jomard nahm als Ingenieurgeograph teil am Feldzug nach Ägypten, beteiligte sich dann 1803–14 an der Redaktion der Description de l’Égypte (Band 1–6), wurde 1815 Mitglied des Erziehungsausschusses und 1818 Mitglied der Akademie der Inschriften.
Seit 1828 Kustos der Karten und Pläne an der königlichen Bibliothek zu Paris, wurde er 1839 zum Oberbibliothekar ernannt und bekleidete diese Stellung auch unter Napoleon III.
In Bezug auf afrikanische Studien galt Jomard als Autorität. Seine Hauptschriften sind:
- Notices sur les lignes numériques des anciens Égyptiens. Paris 1816–19;
- Parallèle entre les antiquités de l’Inde et de l’Égypte. Paris 1819;
- Sur les rapports de l’Éthiopie avec l’Égypte. Paris 1822;
- Recueil d’observations et de mémoires sur l’Égypte ancienne et moderne. Paris 1830, 4 Bände u. a.

Er gab auch die Monuments de la géographie (1842–62, 8 Teile), eine Sammlung alter, für die Geschichte der Geographie wichtiger Karten, heraus und bearbeitete Frédéric Cailliauds Voyage à l’oasis de Thèbes (Paris 1820) sowie Bernardino Drovettis Voyage à l’oasis de Syouah. (Paris 1823).
Die Pariser Geographische Gesellschaft hat einen ihrer Jahrespreise nach ihm zu seinen Ehren benannt. Außerdem wurde er am 24. Januar 1861 in den preußischen Orden Pour le Mérite für Wissenschaft und Künste als ausländisches Mitglied aufgenommen. Seit 1821 war er korrespondierendes Mitglied der Preußischen Akademie der Wissenschaften. und seit 1829 Mitglied der American Philosophical Society.